# Shahed 171 Simorgh
Shahed 171 Simorgh (іноді S-171) — іранський реактивний розвідувальний безпілотний літальний апарат (БПЛА) з літаючим крилом, що виробляється компанією Shahed Aviation Industries.
Є повнорозмірною копією американського БПЛА RQ-170, захопленого Іраном у 2011 році. Це один з двох іранських літаючих крилатих БПЛА на базі RQ-170, поряд з Saegheh, зменшеною версією, з яким його часто плутають. Перське слово Simorgh походить від середньоперського sēnmurw.

## Конструкція
Simorgh є точною копією RQ-170, аж до шасі та шин. Здається, що він побудований в основному зі склопластику. Один з дослідників стверджує, що вага, двигун і витривалість поступаються RQ-170.
Іран стверджує, що він може бути озброєний боєприпасами, але це твердження оскаржується західними аналітиками. Він використовувався з боєприпасами під час спільних навчань «Zolfaghar 99» у 2020 році.

## Оператори
- Іран
  - Корпус вартових ісламської революції — Повітряно-космічні сили